# پیفیونه
پیفیونه (به ایتالیایی: Piffione) یک منطقهٔ مسکونی در ایتالیا است که در بورگوساتولو واقع شده‌است. پیفیونه ۱۱۵ متر بالاتر از سطح دریا واقع شده‌است.

## موقعیت
پیفیونه در جاده والیتی ۲۳ بین بورگوساتولو و مونتریون واقع شده است. موقعیت جغرافیایی توسط برخی از نقشه های تاریخی از قرن هفدهم تایید شده است.